# Dorfbach (Nußbach)
Der Dorfbach ist ein etwa zwei Kilometer langer rechter Zufluss des Nußbaches im
rheinland-pfälzischen Landkreis Kusel auf dem Gebiet der zur Verbandsgemeinde Lauterecken-Wolfstein gehörenden Ortsgemeinde Nußbach.

## Geographie

### Verlauf
Der Dorfbach entspringt im Naturraum Lichtenberg-Höhenrücken des Nordpfälzer Berglandes auf einer Höhe von 371 m ü. NHN in einem Wald am Westhang des Anzentaler Hübels (409,5 m) knapp eineinhalb Kilometer nördlich der Ortschaft Nußbach.
Der Bach fließt zunächst südwärts am bewaldeten Westhang des Anzentaler Hübels entlang. Er zwängt sich dann begleitet von starkem Gehölz in der Flur Nußbäch durch ein enges Tal zwischen dem Erlenberg (399,3 m) im Westen und dem Mittelberg (358,9 m) im Osten. In der Flur Schleifmühlengraben wird er danach auf seiner linken Seite von dem aus dem Nordosten kommenden Kreuzbach gespeist.
Der Dorfbach läuft, weiterhin von starkem Bewuchs aus Büschen und Bäumen begleitet, nun südsüdwestwärts zwischen Feldern der Flur Höhläcker auf seiner rechten Seite und dem Grünland der Flur Nächstwiesen auf der linken. Er passiert dann bei der Flur Biengarten einen kleinen Teich, erreicht danach den Nordrand der Ortsgemeinde Nußbach und verschwindet dort nördlich der Bachstraße verrohrt in den Untergrund.
Südlich der Landesstraße 386 taucht er wieder an der Oberfläche auf und mündet gleich darauf auf einer Höhe von 230 m am Südrand des Ortes in den aus dem Südosten heranziehenden Nußbach.

### Einzugsgebiet
Das Einzugsgebiet des Dorfbach liegt im Naturraum Lichtenberg-Höhenrücken des Nordpfälzer Berglandes innerhalb der Gemarkung der Ortsgemeinde Nußbach und hat eine Größe von 3,5 km².
Das Gebiet des Dorfbaches liegt im Rotliegenden des Permokarbon in der Unteren Glan-Subgruppe. Die Sedimentschichten bestehen aus Wechsellagerungen von vorwiegend grauem, teilweise auch rotem Ton-, Silt- und Sandsteinen. Vereinzelt kommen auch Tuff, Kalkstein und Kohle vor.
Die höchste Erhebung des Einzugsgebietes ist im Norden der Roßberg mit einer Höhe von 447,2 m. Weitere nennenswerte Anhöhen sind der Anzentaler Hübel (409,5 m), der Erlenberg (399,3 m), der Borbacherschlag (394,3 m), der Wolfbacher Berg (383,6 m), der Flettersberg (365,8 m), sowie der Mittelberg (364,7 m).
Das Einzugsgebiet des Dorfbaches wird im Westen vom Nußbach und im Nordwesten vom Odenbachzufluss Becherbach begrenzt. Im Norden berührt es das Gebiet des Glanzuflusses Reiffelbach, im Osten konkurriert der Dorfbach mit der Moschel und im Südwesten mit dem Nußbachzufluss Bittenbacher Graben.
In den Bachtälern und an den Berghängen überwiegt Wald, ansonsten sandig-lehmige Äcker und Wiesen. Das gesamte Einzugsgebiet des Dorfbaches, außer dem Mündungsbereich mit der Ortsgemeinde Nußbach, ist unbewohnt.

### Zuflüsse
- Kreuzbach, (links), 0,7 km, 1,2 km²

## Natur und Umwelt
Das Tal des Dorfbaches gehört zum schutzwürdigen Biotop Biotopkomplex mit Magergrünland, Wald und Fließgewässer entlang des Dorfbachs, N Nußbach (Gebietsnummer: BK-6312-0019-2009). Das Biotop ist insgesamt 33,98 ha groß.
Das Dorfbachtal ist wegen seines hohen Arten- und Strukturreichtums von örtlicher Bedeutung und ist ein wertvolles Quellbachbiotop besonders für blütenbesuchende und wärmeliebende Arten. Als repräsentativ gelten die ausgeprägten Magerwiesen im Übergang zu Bereichen mit Halbtrockenrasen an den Hängen des Tals. 
Der Dorfbach ist ein naturnaher Waldbach, den Erlen und Eschen säumen. Ein kleinerer Teil seines Laufes führt durch Schluchtwald. An seinen Hängen, im Bereich eines ehemaligen Wildparks, gedeihen sehr arten- und blütenreiche Magerwiesen mit zum Teil Halbtrockenrasen, Gebüschen und Feldgehölzen. 
Seine Ränder wurden großflächig aufgeforstet. Östlich des Baches steht eine sekundäre, bis zu 5 m hohe, nach Süden gerichtete Silikatfelswand mit artenreichem Bewuchs. Oberhalb davon liegt ein wärmeliebender Eichenwald.